# Peniangan
Peniangan is een bestuurslaag in het regentschap Lampung Timur van de provincie Lampung, Indonesië. Peniangan telt 3667 inwoners (volkstelling 2010).